# Plons (aap)
Plons (overleden op 12 augustus 2011) was een bekend Boliviaans doodshoofdaapje in het Nederlandse dierenpark Apenheul in Apeldoorn. Een val in het water als jong aapje leverde haar de naam Plons op.

## Levensloop
In 1985 kwam Plons als aapje van een klein jaar oud in Apenheul. De exacte geboortedatum is niet bekend. Op latere leeftijd werd Plons het dominante vrouwtje in de groep, wat ze tot aan haar dood bleef.
Plons was geliefd bij bezoekers van Apenheul en werd apart voorgesteld door de verzorgers bij rondleidingen. De aap was internationaal bekend, omdat ze met een leeftijd van 26 jaar, een van de oudste Boliviaanse doodshoofdaapjes ter wereld was. Omdat de precieze geboortedatum niet is vastgesteld, is ze mogelijk zelfs 27 jaar oud geworden.

## Dood
Plons was voor haar dood al enkele dagen afgezonderd van de groep en werd behandeld met medicatie. Ze was verzwakt maar wel alert. Toen bleek dat er geen kans op herstel was, besloot het dierenpark het doodshoofdaapje in te laten slapen.